# آلی آلتونن
آلی آلتونن (انگلیسی: Ali Aaltonen; ۲ اوت ۱۸۸۴ – مه ۱۹۱۸) روزنامه‌نگار و نظامی اهل فنلاند بود.  او ستوان سابق ارتش امپراتوری روسیه بود که از نوامبر ۱۹۱۷ تا پایان ژانویه ۱۹۱۸ به عنوان اولین فرمانده کل گارد سرخ (فنلاند) خدمت کرد. او پس از جنگ داخلی فنلاند در ماه مه ۱۹۱۸ در لاهتی اعدام شد.